# 經營比率
在金融領域中，經營比率（英語：Operating ratio）是指公司的營業費用佔收入的百分比。該財務比率最常用於需要大量收入來維持營運的行業，比如鐵路運輸。